# Chronologie des techniques d'éclairage
L'éclairage est l'ensemble des moyens qui permettent à l'homme de doter son environnement des conditions de luminosité qu'il estime nécessaires à son activité ou son agrément. Une chronologie des techniques d'éclairage s'attache éventuellement à décrire:
- les mutations technologiques attachées à l’évolution des sources d'approvisionnement en énergie ;
- l'évolution technique des lampes et luminaires ;
- les transformations qui se sont effectuées au sein de certaines typologies :
  - l'éclairage domestique,
  - l'éclairage public,
  - les phares et les signalisations lumineuses en général,
  - l'éclairage des théâtres et salles de spectacle.

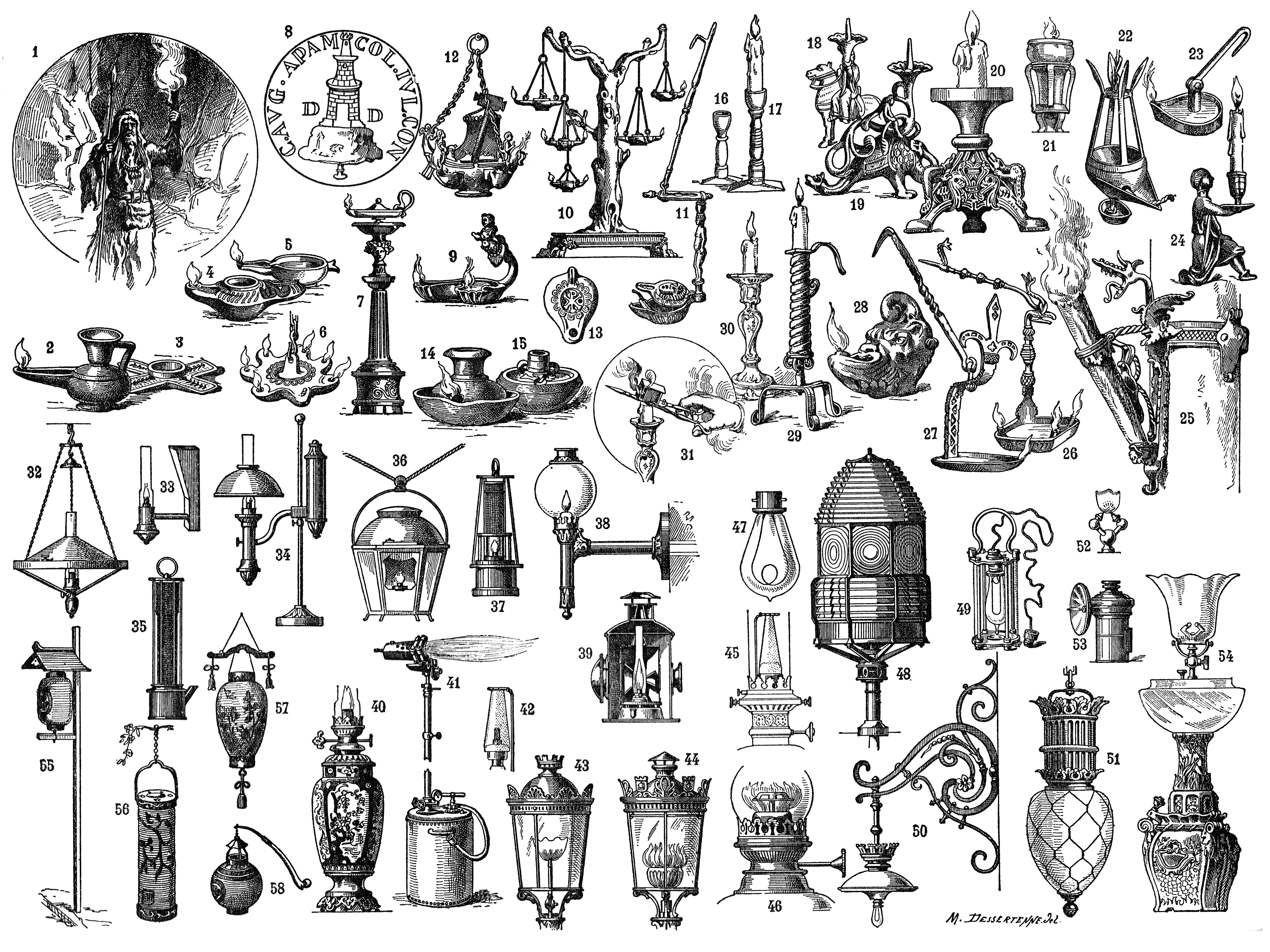
Éclairage à travers les âges. Antiquité: 1. Préhistoire. - 2-3. Ancienne Égypte - 4-5. Assyrie. 6-13. Rome antique. - 14-15. Carthage. - 16-17. dynastie mérovingienne. - Moyen Âge et temps modernes: 19-20. XIe siècle. - 21. XIIe siècle. - 22. XIIIe siècle. - 23-24. XIVe siècle. - 25-26-27. XVe siècle. - 28. XVIe siècle. - 29. XVIIe siècle. - 30-31. XVIIIe siècle. - Période contemporaine: 32. Lampe d'Argand originale. - 33-34. Lampe d'Argand : Les améliorations d'Antoine Quinquet. - 35. Geordie Stephenson (Lampe de mineur). - 36. Éclairage public. - 37. Lampe Clanny. - 38. Lampe wick (théâtre). - 39. Lampe des chemins de fer. - 40. Lampe Carcel. - 41. Gazéification. - 42. Bec Auer (gas) lampe avec manchon à incandescence. - 43. Gaz d'éclairage (bec de gaz normal). - 44. Gaz d'éclairage (bec de gaz) intensif. - 45. Lampe à pétrole Bec Auer. - 46. Lampe à pétrole - 47. Lampe à incandescence (électricité). - 48. Phare (électricité). - 49. Lampe de mineur (électricité). - 50. Lampe à incandescence (électricité) éclairage public. - 51. Lampe à arc (électricité). - 52. Lampe à acétylène (bec de gaz). - 53. Lampe à acétylène (bicyclette). - 54. Lampe à acétylène (lampe). - Japon: 55. éclairage public. - 56. Transport (rickshaw). - 57. Lanterne de funérailles. - 58. lanterne portable

## Préhistoire
- paléolithique : traces de mouchages de torches dans la grotte Chauvet[réf. souhaitée].

## Moyen Âge

### Chronologie de la bougie
- Au XIVe siècle, la ville algérienne de Béjaïa (en berbère Bgayet anciennement appelé Bougie) qui fournissait une grande quantité de cire pour la fabrication des chandelles, donne son nom à la « bougie[1] ».
- Au Moyen Âge, la noblesse et le clergé s'éclairaient avec des cierges en cire. Le peuple trop pauvre utilise le suif dans des chandelles.

## XIXeetXXesiècles
- 1808 : premières expérimentations dans les sous-sols de la Royal Institution où Humphry Davy fabrique une pile électrique géante composée de plus de 800 piles voltaïques reliées à deux bâtonnets de charbon de bois. En rapprochant les bâtonnets, le flux continu de charges électriques provoque un arc électrique à l'origine d'une étincelle continue et aveuglante[2].
- 1815 : Humphry Davy invente la lampe de sûreté à toile métallique pour les mineurs, dite lampe Davy, pour la prévention des explosions dues au grisou ou au poussier.
- 1833 : Michael Faraday introduit les termes d'anode, de cathode, d'anion, de cation et d'ions (sans pour autant connaître la notion de courant électrique découvert plus tard par André Marie Ampère).

### Chronologie du bec de gaz et du gaz d'éclairage
- Le IVe siècle av. J.-C. est une estimation minimale de l'époque à laquelle les Chinois ont commencé à utiliser du gaz naturel comme combustible et source d'éclairage. Le forage systématique de puits pour l'extraction de la saumure au Ier siècle av. J.-C. (Dynastie Han) mena à la découverte de beaucoup de « puits à feu » au Sichuan qui produisaient du gaz naturel[3].
- 1610 : Jean-Baptiste Van Helmont, démontre d’une façon scientifique l’existence des « gaz », comme il les nomme, et en reconnait plusieurs. Il identifie l’un d’eux, le « gaz sylvestre » (dioxyde de carbone) qui résultait de la combustion du charbon, ou de l’action du vinaigre sur certaines pierres, ou de la fermentation du jus de raisin. Pour Van Helmont, le gaz constitue l’ensemble des « exhalaisons » dont l’air est le réceptacle.
- 1766 : Henry Cavendish, le premier, détermine la nature du gaz hydrogène qu'il désigna sous le nom de « gaz inflammable » et qu'il produisit avec du zinc, de l'acide et de l'eau. Priestley continue les études de Cavendish et c'est Antoine Lavoisier qui donne enfin au nouveau corps le nom d'hydrogène[3].
- 1776 : Alessandro Volta découvre le méthane en s'intéressant au « gaz des marais » (l'ancien nom du méthane).
- Entre 1785 et 1786 : l'ingénieur Philippe Lebon invente le gaz d'éclairage en France. Ses travaux l'amènent à mettre en évidence les propriétés des gaz de distillation du bois. Sa Thermolampe trouve sa première application avec l'éclairage de la ville de Paris. Il installe pour la première fois ce système dans l'hôtel de Seigneley à Paris le 11 octobre 1801[4].
- 1792 : William Murdoch expérimente les lampes à gaz.
- En 1805 plusieurs fabriques de Birmingham, et entre autres celle de James Watt, sont éclairées au gaz par Frédéric-Albert Winsor et par William Murdoch.
- 1812 : Frédéric-Albert Winsor fonde la Gas Light and Coke Company première compagnie fournisseur de gaz à Londres.
- 1823 : Goldsworthy Gurney invente la lumière oxhydrique dite également lumière Drummond est émise par un bloc de matière réfractaire porté à l'incandescence par la flamme d'un chalumeau oxhydrique (combinaison de l'oxygène et de l'hydrogène).
- 1890 : Carl Auer von Welsbach met au point le bec Auer et le manchon à incandescence aux terres rares (cérium, thorium, yttrium), pour les réverbères d'éclairage urbain et les lampes à gaz, pétrole ou essence.

### Chronologie de la lampe à pétrole
- 1853 : Ignacy Łukasiewicz invente la lampe à pétrole.

### Chronologie des lampes à décharge et à arc
- 1705 : première description d’une lampe à décharge par Francis Hauksbee. Il montra qu’un globe de verre dans lequel on a réalisé un vide partiel ou complet, lorsqu’il est chargé d’électricité statique, peut produire une lumière suffisante pour permettre de s'éclairer. Il découvre la lumière électrique en même temps que Pierre Polinière.
- 1813 : le physicien anglais Humphrey Davy fait fonctionner le premier arc électrique artificiel.
- 1855 : les physiciens Joseph Lacassagne et Rodolphe Thiers inventent la lampe différentielle à vapeur de mercure. Ils sont les premiers à employer un électro-aimant de dérivation pour réguler le courant. Ils brevètent leur système, puis en font la démonstration au mois de juin 1855, en éclairant le quai des Célestins à Lyon[5].
- 1857 : le physicien allemand Heinrich Geissler invente une pompe à vide à déplacement de mercure qui permet de réaliser un vide poussé. Ce tube de verre (dit « tube de Geissler ») sera utilisé pour démontrer les principes de la décharge plasma, précurseur des lampes à décharge.
- 1867 : le physicien français Edmond Becquerel démontre la première lampe fluorescente.
- 1869 : le physicien britannique William Crookes, à partir du tube de Geissler, invente le « tube de Crookes », un des premiers tubes à décharge électriques expérimentaux.
- 1876 : l'électrotechnicien russe Pavel Yablochkov invente la bougie Jablochkoff. Cette lampe à arc illumina quelques années les boulevards des grandes capitales avant d'être supplantée.
- 1883 : Thomas Edison découvre et fait breveter l'effet Edison.
- 1891 : Nikola Tesla fait usage de lampe à décharge (lampe à induction) basse pression, sans fil, alimentée par un champ électrique haute fréquence, pour éclairer son laboratoire[6].
- 1895 : le physicien allemand Wilhelm Röntgen découvre les rayons X grâce au tube de Crookes.
- 1895 : Thomas Edison invente la lampe fluorescente à partir d'un tube à rayon X[7].
- 1901 : Peter Cooper Hewitt invente la lampe à vapeur de mercure[8].
- 1906 : Küch et Retschinsky produisent une lampe à vapeur de mercure en quartz qui trouvera une application principalement en médecine et en physique, bien qu'une version adaptée pour l'éclairage industriel verra le jour en 1909 (lampe 'silica' de Westinghouse).
- 1910 : Georges Claude montre sa lampe néon au Mondial de l'automobile de Paris.
- 1920 : le physicien britannique Owen Willans Richardson reçoit la médaille Hughes de la Royal Society pour son travail sur l'émission thermoïonique, qui est à la base du tube à vide.
- 1932 : l'ère des lampes à vapeur de mercure sous haute pression commence. General Electric Company propose une lampe totalement scellée à vapeur sèche, de 400 watts, destinée à remplacer les sources à incandescence de 1000 watts, très utilisées pour l'éclairage des rues, des terrains de sport et des industries. Le succès de ces lampes sera fulgurant et, dès 1935, tous les producteurs majeurs de lampes (Siemens, GE, Osram, Philips, etc.) les proposeront à la vente.
- 1932 : apparition des premières lampes à vapeur de sodium, sous basse pression, respectivement conçues par Philips et Osram, principalement utilisés pour l'éclairage routier, elles présentent l'avantage d'améliorer la visibilité face à la brume et au brouillard.
- 1950 : apparition d'une nouvelle version des lampes à vapeur de mercure, avec une forme ovoïde et la présence de poudre fluorescente légèrement rosée, qui a pour but de convertir la lumière bleutée des rayons ultraviolets en lumière blanche. Ces lampes seront commercialisées respectivement par Philips (sous le nom de "HPL") et par Osram (sous le nom de "HQL"), elles sont également surnommées "ballons Fluorescents" par leur forme ovoïde et leur lumière fluorescente émise. Très utilisées pour l'éclairage public.
- 1962 : Apparition des premières lampes aux halogénures métalliques aux États-Unis, commercialisées par Westinghouse, puis en 1967 par General Electric. En Europe elles sont commercialisées par Osram à partir de 1969, sous la dénomination commerciale de "MHI". Elles seront très utilisées pour l'éclairage des terrains de sport, des spectacles, des tournages audiovisuels ainsi que pour les appareils audiovisuels (téléviseur, caméra, vidéo-projecteur).
- .Fin des années 1960: Apparition des lampes à vapeur de sodium haute pression, pour l'éclairage public.
- 1976 : la première lampe fluocompacte est créée par Philips (introduite en 1980), puis Osram (1981) suivis par les autres fabricants. La conception de cette nouvelle génération de lampes a été motivée par l'accroissement des coûts énergétiques à la suite des deux chocs pétroliers des années 1970.

### Chronologie de la lampe à incandescence
- 1835 : James Bowman Lindsay présente un prototype de lampe électrique lors d'une assemblée publique à Dundee (Écosse). L'ampoule est posée sur le culot et offre une puissance lumineuse adaptée à la lecture. Il ne protège pas son invention et ne développe pas la technologie au-delà du prototype[9].
- 1838 : Marcellin Jobard suggère qu'un filament de carbone, placé dans le vide, et parcouru par un courant électrique pourrait émettre une lumière intense, à destination des mines. L'idée est reprise par l'ingénieur français Charles de Changy qui réalise une lampe électrique à filament de platine en 1858. Le filament brûle à l'air libre et non dans le vide[10],[11].
- 1850 : Joseph Swan commence à travailler sur une ampoule utilisant un filament de papier carbonisé ou un gros fil de coton, préalablement parcheminé par son immersion dans l'acide sulfurique concentré, en forme de boucle[11].
- 1872 : les premières lampes électriques à fil placé dans le vide sont les lampes dites « russes » d'Alexandre Lodyguine[11].
- 1876 : Henry Woodward brevète un premier système de lampe électrique[12].
- 1878 : Joseph Swan dépose un brevet de lampe électrique. Sa maison à Gateshead, Angleterre, est la première dans le monde à être éclairée par une lampe électrique[13]. En 1890, il existe plusieurs types de lampes Swan à incandescence donnant l'intensité de 3, 10, 16 ou 32 bougies.
- 1878 : Thomas Edison fonde la Edison Electric Light Company.
- 1879 : Thomas Edison dépose un brevet de lampe électrique constituée d'un filament de bambou du Japon sous faible tension dans une ampoule de verre sous vide, après avoir testé 6 000 substances végétales du monde entier, avec un budget de 40 000 dollars[14],[15],[16],[17]. Le 31 décembre, plus de trois mille personnes assistent à la première démonstration publique des nouvelles ampoules au Menlo Park du New Jersey, l'expérience prouvant la validité de la lampe à incandescence[18]. En 1890, il existe deux types de lampe à incandescence Edison, l'une donnant une intensité de 16 bougies, l'autre de 10 bougies. Elles brûlent, en moyenne, mille heures, avant d'être usées.
- 1880 : Edison obtient le brevet no 223 898 de l'US Patent, intitulé « Electric lamp »[19], qui lui confère un monopole virtuel sur l'industrie de la fabrication des lampes électriques à incandescence à filament de carbone.
- 1881 : Joseph Swan fonde la Swan Electric Light Company.
- 1881 : Lewis Howard Latimer, ingénieur de la Edison Company, remédie au problème majeur de l'ampoule à filament en bambou, qui grille au bout de 30 h. En 1881, il brevète donc, avec son ami Joseph V. Nichols, la première ampoule à incandescence avec filament de carbone puis obtient, seul, en 1882, un brevet pour son procédé de fabrication et de montage de filaments de carbone[20].
- 1882 : en Angleterre, Thomas Edison et Joseph Swan fusionnent leurs entreprises pour former la Edison and Swan Electric Light Company (en) ou Edi-swan.
- 1898 : Adolphe Chaillet invente une ampoule à incandescence à filament de carbone, brevetée le 23 mai 1899. Son ampoule à incandescence centenaire est probablement la plus ancienne encore en fonctionnement dans le monde[21]. Elle brille dans la caserne des pompiers de Livermore en Californie depuis 1901 et a fêté en 2015 le million d'heures de fonctionnement[22].
- 1898 : Carl Auer von Welsbach parvient à remplacer le filament de carbone par un filament métallique beaucoup plus lumineux et durable. En 1906, il met au point le filament osmium-tungstène.
- 1925 : Marvin Pipkin invente l'ampoule givrée, ce qui rend la diffusion de la lumière meilleure et l'ampoule bien plus solide.
- 2008 : Le 8 décembre, les États de l'Union européenne approuvent l'interdiction progressive des lampes à incandescence classiques à partir du 1er septembre 2009 jusqu'à leur abandon total en 2012. Le passage à des méthodes d'éclairages moins dépensières en énergie permettrait de réduire les émissions de dioxyde de carbone de 15 millions de tonnes par an[23].

### Chronologie de l'éclairage public
- Auparavant, l'éclairage public des rues se résumait à quelques chandelles placées dans des lanternes que l'on recommandait de placer au premier étage des maisons bourgeoises.
- 1414 : à Londres, chaque citoyen est tenu, de suspendre à sa croisée une lanterne afin d'éclairer la rue ; et, suivant John Stow, sir Henry Barton (en), lord Maire en 1417, ordonna qu'on allume durant la nuit des lanternes avec bougies, de la Saint-Michel à la Chandeleur. À ce compte, Londres fut la première ville d'Europe régulièrement éclairée[24].
- 1667 : à Paris, les autorités placent au milieu et aux deux extrémités de chaque rue des lanternes garnies de chandelles. Cet usage se généralise à toutes les villes de France[25].
- 1766 : à Paris toujours, les lanternes cèdent la place aux réverbères ; l'huile succédant aux chandelles à double mèche.
- 1745 : les lanternes à réverbère seraient inventées par un certain abbé Matherot de Preigney et un sieur Bourgeois de Châteaublanc, qui, par lettres-patentes, enregistrées le 28 décembre 1745, obtinrent le privilège de cette entreprise[26]. Le métier d'allumeur de réverbères est un métier précaire.
- 1810 : Isaac-Ami Bordier-Marcet impose à Paris un type de candélabre à réflecteur de sa conception.
- 1812 : avènement du gaz d'éclairage. Frédéric-Albert Winsor fonde la Gas Light and Coke Company (aussi connue sous le nom de Westminster Gas Light and Coke Company) qui produit du gaz et du coke. Elle était située sur la Horseferry Road dans le quartier londonien de Westminster. De celle-ci descend l'actuelle British Gas[27]. La société constituée par charte royale le 30 avril 1812, sous le sceau du roi George III du Royaume-Uni est la première à fournir Londres en gaz de charbon.
- 1816 : la compagnie Winsor arrive à Paris illumine le Passage des Panoramas. Ce fut ensuite le tour des galeries du Palais-Royal, du Luxembourg, de l’Odéon, ensuite l'hôpital Saint-Louis et l'Opéra. À partir de là les événements se précipitent : premier éclairage public, place du Carrousel, en 1818, suivi en janvier 1819 par celui de la rue de Rivoli. C’est à cette occasion qu’apparaissent les premiers candélabres, ou réverbères sur pied. Sous l'impulsion de Louis XVIII la Compagnie Royale d'Éclairage par le Gaz est fondée.
- Vers 1820 : Les premières utilisations modernes du gaz naturel apparaissent aux États-Unis pour l'éclairage public[28].
- 1824 : l'Imperial Continental Gas Association (ICGA) est fondée par Moïse Montefiore pour établir les services de gaz dans les pays européens. Différentes sociétés sont créées sur le même modèle et qui seront à l'origine des grands groupes énergétiques modernes[29].
- En 1857, l'industrie pétrolière naît en Roumanie, avec la première raffinerie à Ploieşti, qui alimente les 1 000 lampes à huile de l'éclairage public de Bucarest[30].
- 1878 : lors de l'exposition universelle de Paris, plusieurs places et avenues sont dotées de « bougies Jablochkoff », en fait des lampes à arc électrique. À partir de 1880, le gaz d'éclairage cède progressivement à l'électricité.
- 1882 : les 14, 15 et 16 juillet sur la place de la Constitution (aujourd'hui de Verdun) à Grenoble, est mis en fonctionnement ce qui est souvent présenté comme le premier éclairage public à l'électricité[31](en fait cette expérimentation a lieu dans une baraque, figurant un appartement). Vingt lampes, équipées d'ampoules à filaments incandescents Swan, sont alimentées par un courant électrique fourni grâce à la force d'une locomobile à vapeur[32]. L'artisan de cette réalisation est Aristide Bergès, plus tard créateur du terme houille blanche. En 1883, pour une nouvelle expérimentation de plus grande ampleur (avec 108 lampes Edison), du courant électrique produit hydrauliquement à Vizille est amené à Grenoble par une installation filaire aérienne installée par Marcel Deprez.

### Chronologie des phares
- VIe siècle av. J.-C. : les phares grecs de Thasos, en Grèce.
- -297 : Phare d'Alexandrie.
- XVIIe siècle : 6 phares jalonnent la côte française.
- 1770 : la Compagnie Tourville-Sangrain, qui vient d'obtenir la concession des phares, installe la première lampe à huile munie d'un réflecteur sur le phare de Sète.
- 1822 : Augustin Fresnel invente la lentille à échelon (dite lentille de Fresnel) utilisée pour accroître le pouvoir de l’éclairage des phares. Elle est encore utilisée dans les phares maritimes, mais aussi dans les phares automobiles[33].
- 1823 : lentille de Fresnel, Phare de Cordouan, construite par l'ingénieur-opticien Jean-Baptiste Soleil.
- 1858 : première électrification en Angleterre dans le phare de South Foreland.
- 1863 : lampes à arc de Louis Sautter, aux Phares de la Hève.
- 1880 : diffusé en France par la Société internationale d'éclairage par le gaz d'huile (SIEGH), le gaz Pintsch et le gaz Blau[34].
- 1895 : manchon à incandescence de Carl Auer von Welsbach.
- 1895 : en France, le pétrole vaporisé[34].
- 1900 : l'acétylène[34].
- 1912 : Gustaf Dalén reçoit le Prix Nobel de physique « pour son invention de régulateurs automatiques utilisé en parallèle avec des accumulateurs gazeux, appareils servant à illuminer les phares et les bouées[35] ».
- 1923 : gaz BBT (du fabricant français de phares Barbier Bénard Turenne)[34].
- 1935 : butane et le propane[34].
- 1950 : l'horloger Augustin Henry-Lepaute propose en France des éclipseurs mécaniques.

### Chronologie de la lampe à incandescence halogène
- 1882 : Edwin A. Scribner brevète une lampe à filament carbone utilisant du chlore pour prévenir l'assombrissement de l'enveloppe[36].
- 1959 : l'usage de l'iode est proposé dans un brevet de 1933, qui décrit également le cycle de redéposition du tungstène sur le filament. En 1959 Edward G. Zubler et Frederick Mosby, employés de General Electric inventent la lampe à incandescence halogène[37].

### Chronologie de la lampe fluorescente
- 1901 : L'ancêtre de la lampe fluorescente moderne est la lampe au mercure à basse pression inventée par l'ingénieur américain Peter Cooper Hewitt. Restituant une lumière bleue verdâtre et émettant des rayons UV néfastes pour la peau, elle est alors utilisée pour des studios photographiques et pour l'industrie.

- 1926 : Edmund Germer, Friedrich Meyer et Hans Spanner brevettent une lampe à haute pression de mercure. Pour corriger la couleur de la lumière, ils déposent une couche de substance fluorescente sur la face interne de l'ampoule.

### Chronologie de la lampe électroluminescente
- 1907 : Henry Round découvre la première émission de lumière par un semi-conducteur.
- 1927 : Oleg Lossev dépose le premier brevet de ce qui sera appelé, bien plus tard, une diode électroluminescente.
- 1962 : Nick Holonyak, consultant chez General Electric invente la première LED utilisable à spectre visible.
- Dans les années 1990, les recherches, entre autres, de Shuji Nakamura et Takashi Mukai de Nichia, dans la technologie des semi-conducteurs InGaN permirent la création de LED bleues efficaces.
- Le 7 octobre 2014, Shuji Nakamura, Isamu Akasaki et Hiroshi Amano reçoivent le prix Nobel de physique pour leurs travaux sur les LED bleues[38].